# Esostosi multipla
Con il termine osteocondromi multipli ereditari (HMO), in precedenza esostosi multipla ereditaria (HME o EME), si definisce una malattia genetico caratterizzato dalla crescita di osteocondromi multipli, tumori ossei ricoperti di cartilagine che crescono verso l'esterno dalle metafisi delle ossa lunghe.

## Nomenclatura
Il termine "esostosi multipla osteocartilaginosa" è stato usato per sottolineare che le crescite sono composte principalmente da cartilagine durante l'infanzia e si ossificano quando viene raggiunta la maturità scheletrica.
Negli Stati Uniti, i termini "esostosi" ed "esostosi multipla ereditaria" sono stati usati per indicare le crescite e il disturbo, ma l'Organizzazione Mondiale della Sanità (OMS) ha selezionato la nomenclatura "osteocondromi" per le esostosi e "osteocondromi multipli" per il disturbo. Questi ultimi termini sono preferibili in quanto descrivono più precisamente l'origine cartilaginosa delle lesioni. 
Tuttavia, la terminologia "esostosi multipla ereditaria" è ancora frequentemente utilizzata come abbreviazione per questo disturbo.

## Eziologia
L'HMO è una malattia genetica causata da un'anomalia nel genoma della persona che ne è affetta.
I geni in cui sono localizzate le alterazioni, chiamati EXT1 ed EXT2, sono localizzati rispettivamente sui cromosomi 8 e 11. Le due proteine codificate dai geni sono chiamate esostosina 1(EST1) ed esostosina 2(EST2). Si tratta di proteine ad attività glicosiltransferasica coinvolte nella biosintesi dell’eparan-solfato. Le mutazioni sono più frequentemente riscontrabili in EXT1 che è localizzato sul cromosoma 8.

## Modalità di ereditarietà
Il disturbo da osteosarcomi multipli ereditari è una malattia a trasmissione autosomica dominante, perciò il figlio di un individuo affetto ha il 50% di probabilità di sviluppare a sua volta la malattia..

## Presentazione clinica
Il numero di osteocondromi, il numero e la posizione delle ossa coinvolte e il grado di deformità possono variare. 
Gli osteocondromi crescono di dimensioni e gradualmente si ossificano durante lo sviluppo scheletrico e smettono di crescere con la maturità scheletrica, dopo di che non si sviluppano nuovi osteocondromi. La proporzione di individui con osteocondromi multipli ereditari con riscontri clinici aumenta da circa il 5% alla nascita al 96% all'età di 12 anni. L'età media al momento della diagnosi è di tre anni. Nell'età adulta, il 75% degli individui affetti presenta una deformità ossea clinicamente evidente. I maschi tendono ad essere più gravemente colpiti rispetto alle femmine.
Il numero di osteocondromi che si sviluppano in una persona colpita varia ampiamente anche all'interno delle famiglie stesse. Il coinvolgimento è solitamente simmetrico; le ossa più comunemente coinvolte sono il femore (30%), il radio e l'ulna (13%), la tibia (20%) e il perone (13%).
In uno studio su 46 famiglie nello stato di Washington, il 39% degli individui aveva una deformità dell'avambraccio, il 10% aveva una disuguaglianza nella lunghezza degli arti, l'8% aveva una deformità angolare del ginocchio e il 2% presentava una deformità della caviglia. Le deformità angolari (curvature) dell'avambraccio e/o della caviglia sono le problematiche ortopediche più significative dal punto di vista clinico.
Gli osteocondromi si presentano tipicamente sulle ossa lunghe e sulla superficie delle ossa piatte (bacino, scapola). Un osteocondroma può essere sessile o peduncolato. Gli osteocondromi sessili hanno un attaccamento ampio alla corteccia dell'osso. Le varianti peduncolate hanno un peduncolo derivante dalla corteccia che di solito è diretto lontano dalla piastra di crescita adiacente. La forma peduncolata ha maggiori probabilità di irritare i tessuti molli sovrastanti, come i tendini, e comprimere i nervi o vasi periferici.

## Complicanze
Nel caso in cui gli osteocondromi si sviluppino eccessivamente, l'osso coinvolto può crescere in modo anomalo ed incurvarsi, diventare asimmetrico o rimanere di dimensione inferiore alla norma. Questa crescita asimmetrica può determinare limitazioni o difficoltà nel compiere i movimenti. I muscoli e i tendini sovrastanti possono essere irritati, generando dolore e determinando deficit sensoriali o motori.
Nervi e vasi sanguigni possono essere spostati dal loro normale percorso anatomico, complicando i tentativi di rimozione chirurgica degli osteocondromi.
Raramente, ampi osteocondromi pelvici possono portare ad una ostruzione urinaria o intestinale.
La displasia dell'anca può derivare da osteocondromi del femore prossimale e da coxa valga.
La complicazione più grave è la degenerazione di un osteocondroma benigno in un tumore maligno, chiamato condrosarcoma periferico.
Questo avviene di solito durante l’età adulta quando la crescita scheletrica è cessata: i pazienti che sviluppano un condrosarcoma hanno in media tra i 30 ed i 50 anni d’età.
Siti come la pelvi, la scapola, le costole e la colonna vertebrale sono le sedi più comuni della degenerazione degli osteocondromi.
L'incidenza riportata di degenerazione maligna a condrosarcoma, o meno comunemente ad altri sarcomi, è variata, in base a diversi studi, dallo 0,5% al 20%, con molti rapporti che favoriscono fortemente le stime più basse.

## Trattamento
Gli osteocondromi non richiedono terapia in assenza di problemi clinici.
Tutti i trattamenti sono principalmente mirati ad evitare i danni che la malattia può provocare al corretto sviluppo dell'apparato osteo-articolare.
Gli osteocondromi possono essere rimossi con interventi chirurgici. In alcuni casi, quando crescono in prossimità di nervi o tendini e
questi ultimi sono compressi, per evitare il danneggiamento degli stessi, devono essere rimossi al più presto (anche durante il periodo di crescita del bambino).
Lesioni dolorose senza deformità ossea possono essere trattate con una semplice escissione chirurgica. La resezione chirurgica è anche il trattamento eseguito in caso di degenerazione sarcomatica.